# Siegellack

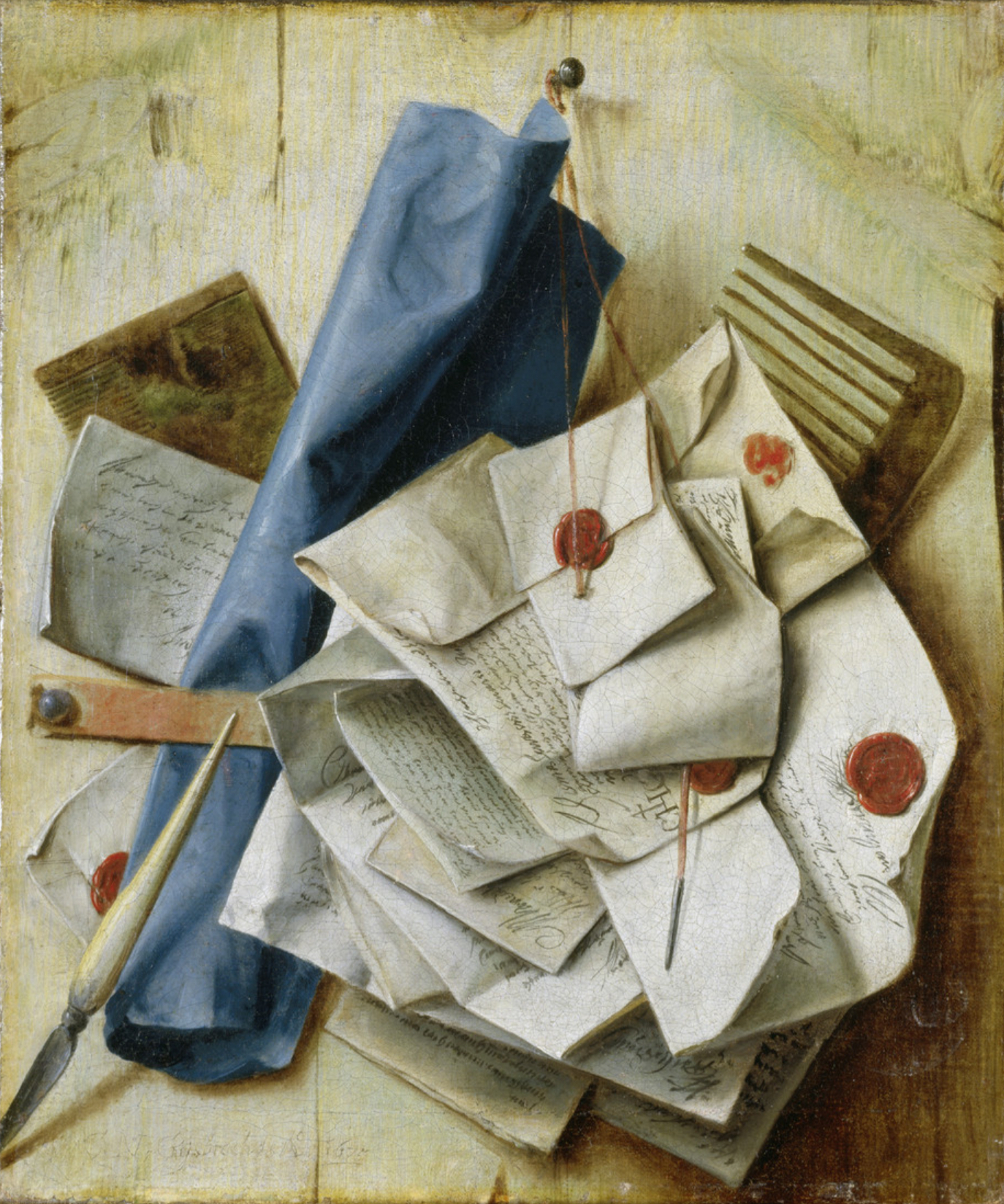
Mit Siegellack versiegelte Briefe auf einem Gemälde von Cornelis Norbertus Gysbrechts (1665)

Siegellack ist eine harzige Masse, die nach dem Erhitzen (über einer Kerze/Spirituslampe oder als Siegellackstange mit Docht, auch mit einem Schmelzlöffel oder einer Klebepistole/Siegelautomat) und dem Abtropfen erstarrt. Er dient zum (Ver-)Siegeln von Briefen und Paketen, selten auch zum Überziehen der verkorkten Flaschenmündung. Meistens wird ein befeuchteter Metallstempel, ein Petschaft oder ein Siegelring in den noch weichen Lack gedrückt. Der individuelle Abdruck soll neben der Unversehrtheit des Inhalts auch dessen Echtheit gewährleisten. In modernen automatischen Briefsortieranlagen kann die Verwendung von Lacksiegeln auf Briefumschlägen allerdings zu Störungen führen.
Auch das Befestigen von Lederpolstern auf Klappen von Klarinetten kann mit Siegellack erfolgen.
Die Portugiesen brachten den Siegellack aus Ostindien nach Europa; er wurde deshalb früher auch „Spanisches Wachs“ genannt.
Siegellack besteht aus Schellack und Terpentin, oft unter Zusatz von Benzoeharz, Tolubalsam und Storaxharz oder einfach aus Terpentin und Kolophonium. Zusätze von Kreide und Zinkweiß verhindern das zu schnelle Abtropfen. Eine billige Form des Siegellacks ist der so genannte Packlack. Packlacke enthalten nicht Schellack, sondern Terpentinharz und Kolophonium. Zu ihrer Rotfärbung wird nur minderwertiges Material, oft nur Ziegelmehl, verwendet.

## Anwendung

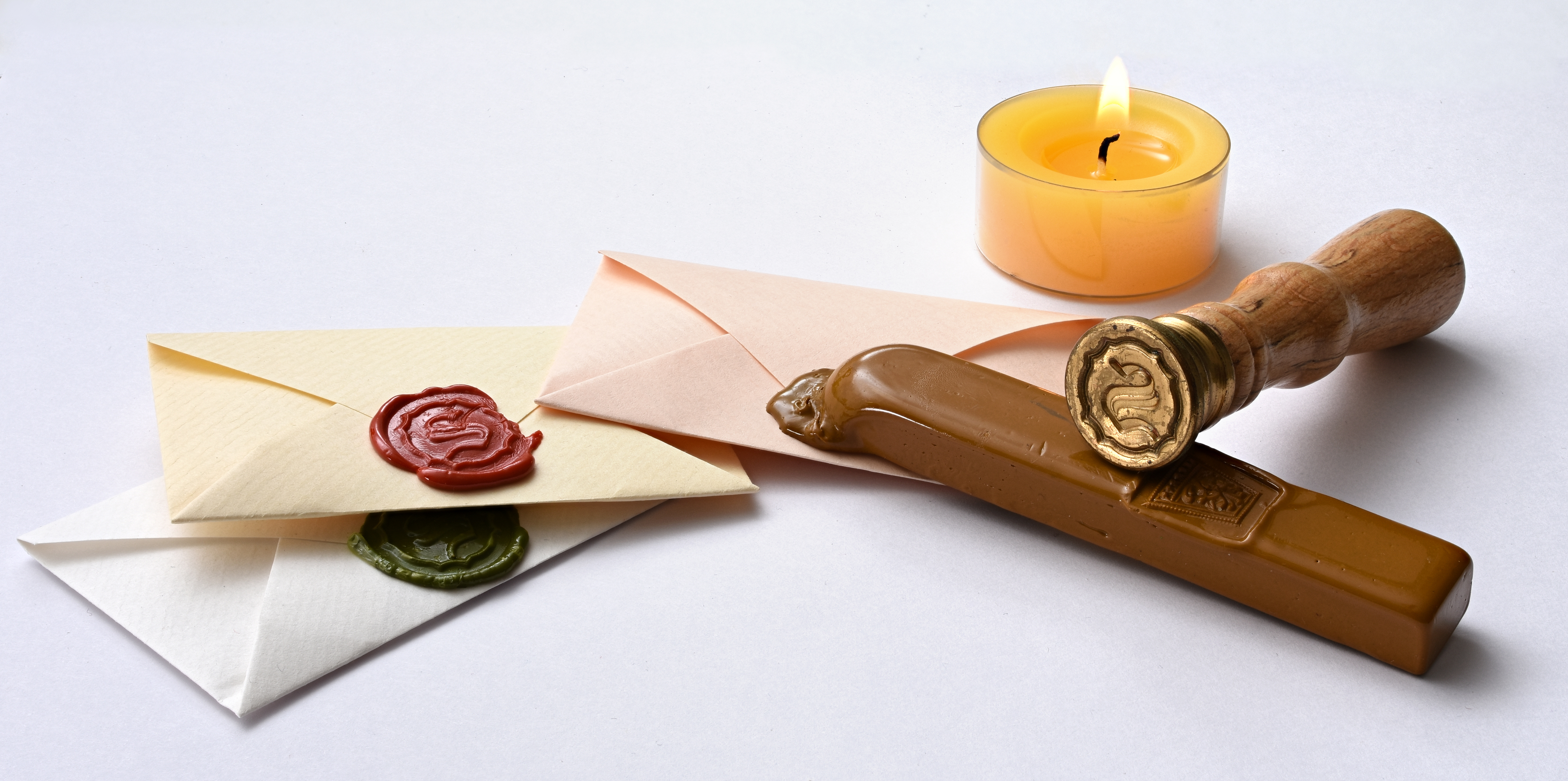
Siegellack, vor und nach dem Eindrücken mit dem Petschaft

Siegellack ist in drei verschiedenen Formen erhältlich, die unterschiedlich erhitzt werden:
- Reine Siegellackstangen. Sie werden unter ständigem Drehen über einer Flamme langsam erhitzt, bis genügend Lack heiß bzw. weich ist, dann kurz stärker erhitzt, um es ganz zu verflüssigen, und dann kurz vor dem Tropfen auf dem Papier abgestrichen. Mit Spiritusflammen können Rußspuren vermieden werden.
- Siegellackstangen mit Docht: Hier wird wie bei einer Kerze der Docht angezündet und der flüssige Siegellack auf das Papier getropft, bis eine genügend große Menge davon auf dem Papier ist.
- Siegellackgranulat wird in einem Schmelzlöffel über der Flamme geschmolzen und dann auf das Papier gegossen. Zum Versiegeln von Flaschen wird die verkorkte Mündung kurz einige Zentimeter tief in geschmolzenen Siegellack getaucht, der in einem hitzebeständigen Gefäß verflüssigt wurde.

Bei der Anwendung von Siegellack ist zu beachten, dass der Stempel/Ring kurz vor dem Eindrücken in den heißen Siegellack mehrmals angehaucht wird. Dies verhindert, dass der Siegellack in den feinen Zügen des Wappens hängen bleibt.

## Rezeptur

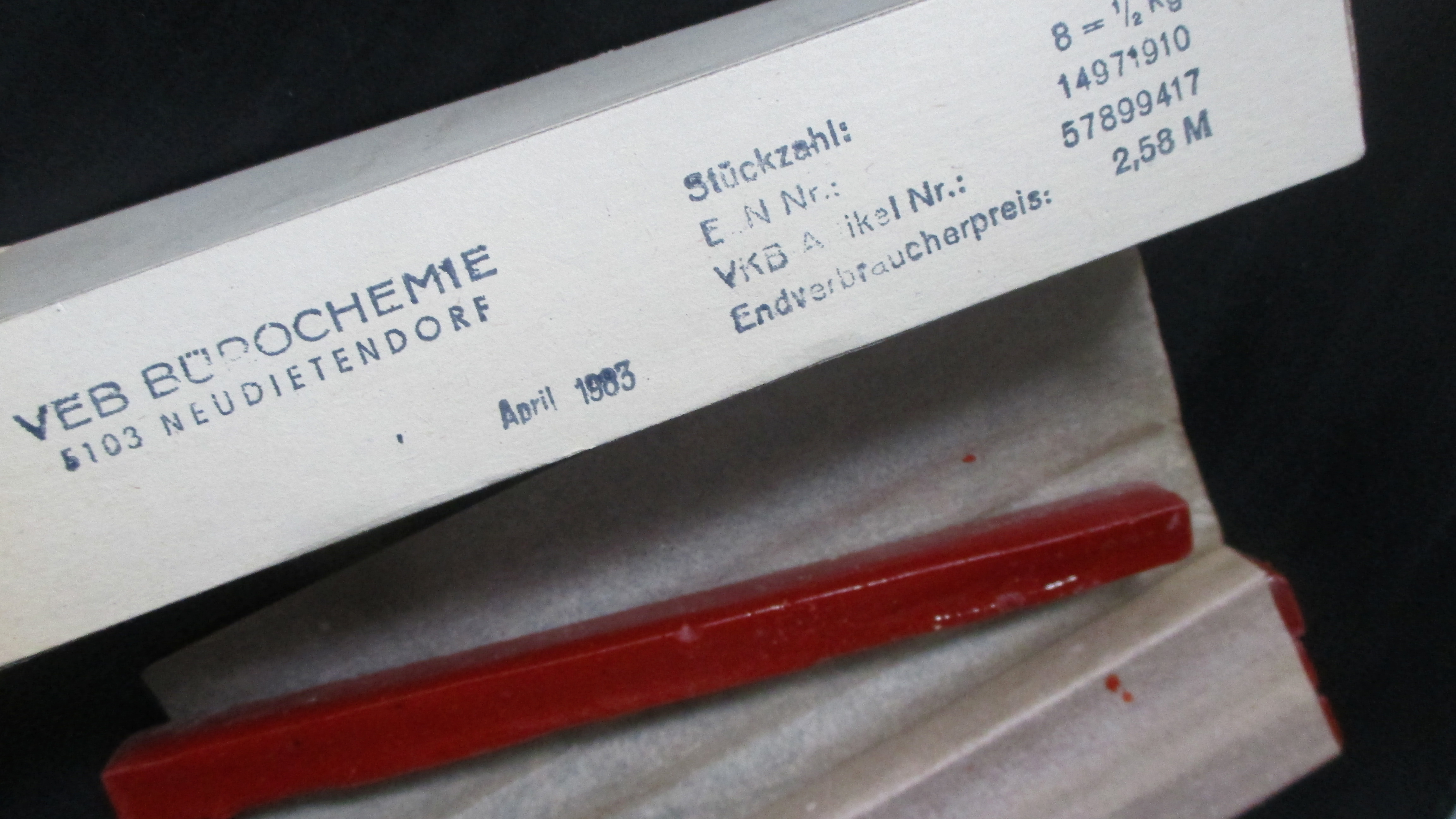
Roter Siegellack – VEB Bürochemie – Neudietendorf – DDR

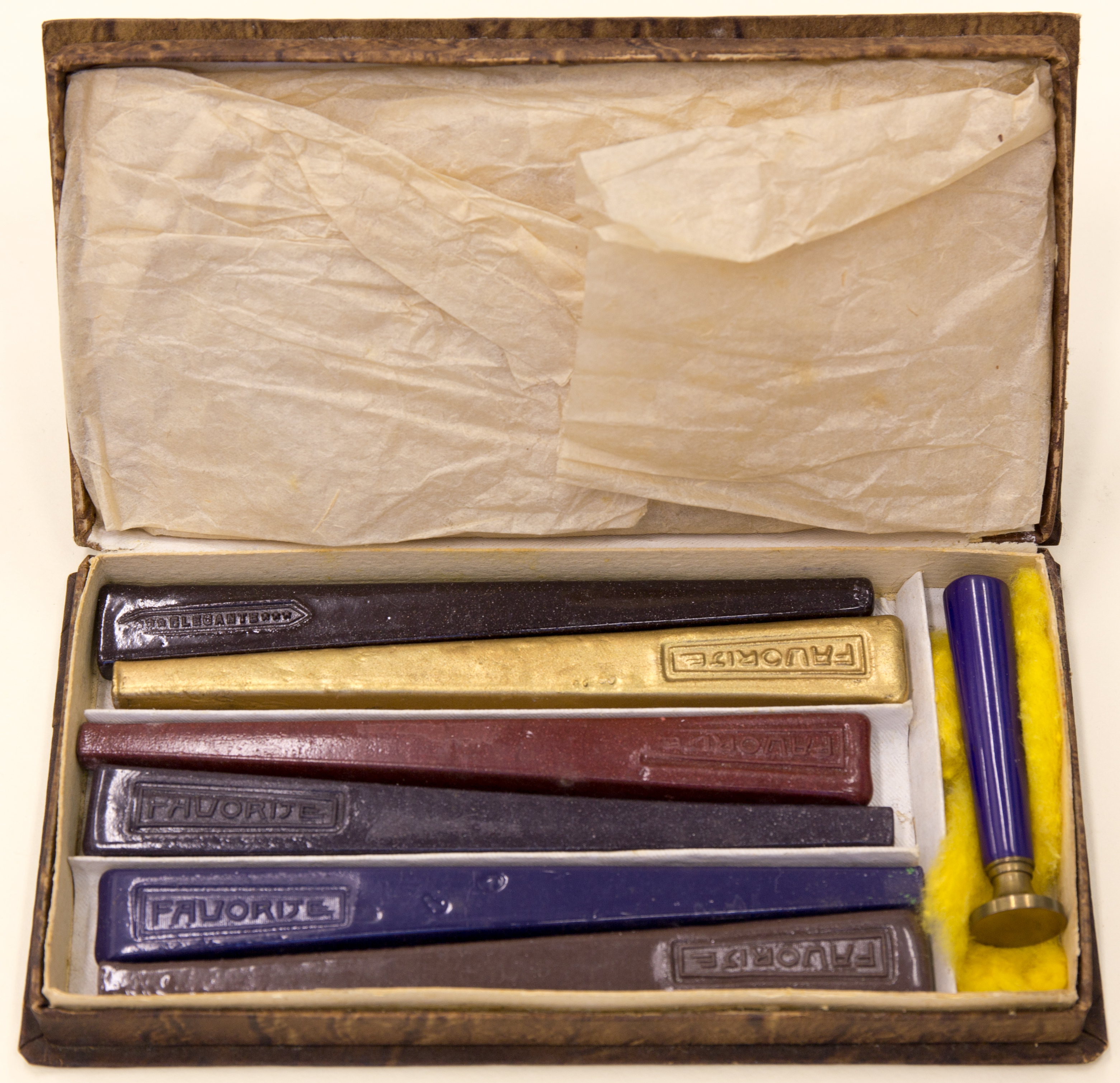
Kästchen mit Siegellack verschiedener Färbung und Petschaft

Zur Herstellung „feinsten“ roten Siegellackes wurde 1949 beispielsweise folgende Rezeptur empfohlen:
- Schellack 35 %
- Zinnober 26 %
- Lärchen-Terpentin 24 %
- Magnesiumoxid 6 %
- Terpentinöl 9 %.

Verschiedene Farben erhält man im Allgemeinen durch Zusatz mineralischer Pigmente. Ältere Rezepturen sehen oft noch die Verwendung von Pigmenten auf Basis von Blei, Quecksilber oder anderen Schwermetallen vor. Typische farbgebende Substanzen sind beispielsweise:
- rot: Zinnober, Mennige, rotes Eisenoxid
- grün: Grünspan, Zinkgrün
- gelb: Chromgelb, Neugelb
- gold: Bronzepulver und „Goldschaum“ (Blatt-Tombak)
- blau: Ultramarin
- schwarz: Kienruß, gebranntes Elfenbein.

## Abgrenzung
Ebenfalls als Siegellack bezeichnet wird ein Lack im Maschinenbau, der auf Schrauben aufgebracht wird. Durch das Herausdrehen der Schraube wird der Lack zerbrochen und die Manipulation ist nachträglich erkennbar. 

## Anforderungen
Von gutem Siegellack wird gefordert, dass damit hergestellte Siegel das Abbild des Petschaft scharf und erkennbar wiedergeben und dass eine Manipulation oder Entfernung des Siegels nicht ohne Spuren möglich ist.

## Trivia
Im weitesten Sinne ist Siegellack zu den Schmelzklebstoffen zu zählen, da neben der Funktion als „Sicherheitsverschluss“ die Klebwirkung für Verschlüsse genutzt wird.